# Antonio Gil y Zárate
Antonio Gil y Zárate, né au palais de l'Escurial en 1793 et mort en 1861 à Madrid, était un dramaturge et pédagogue espagnol.

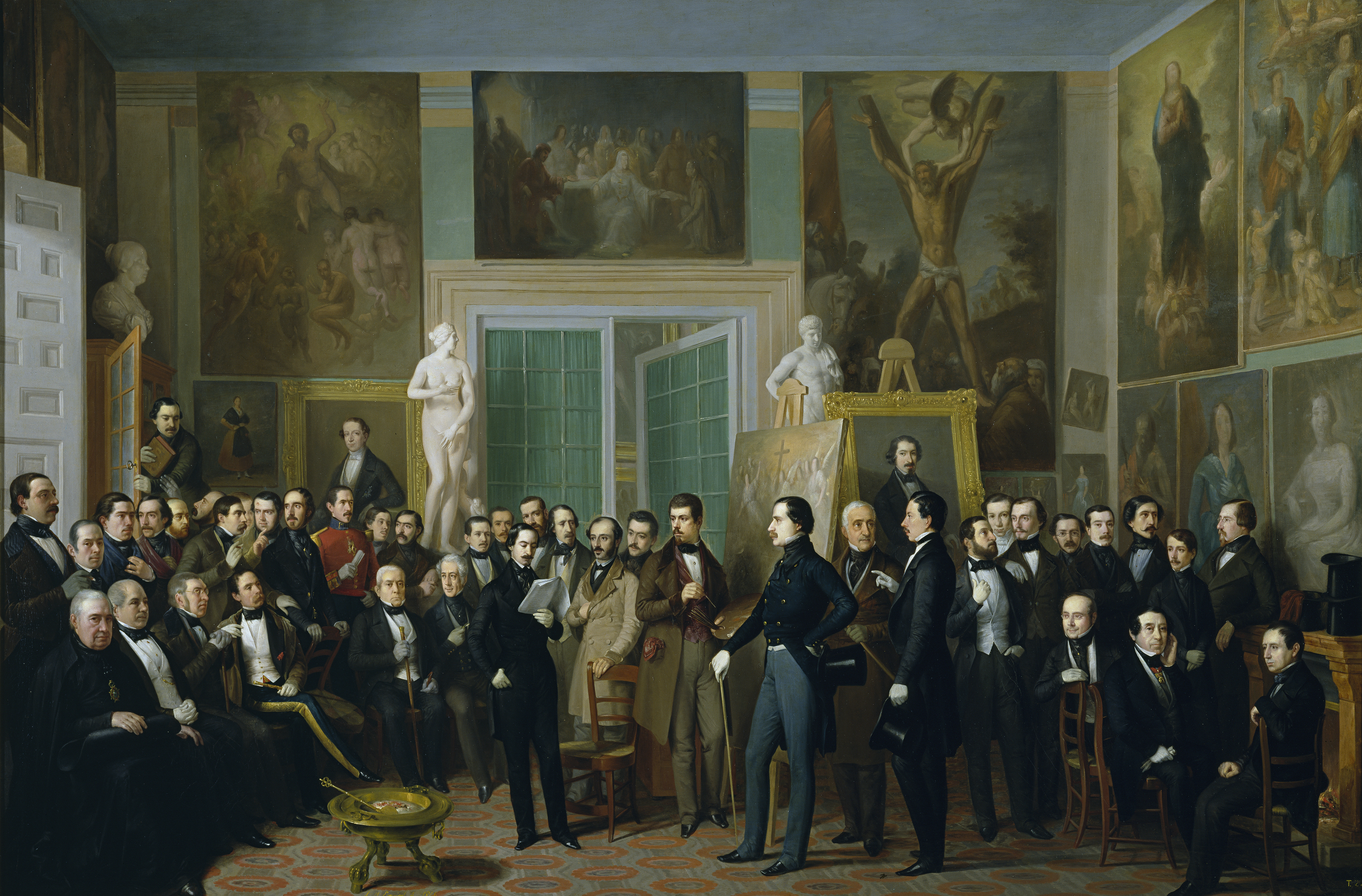
Antonio Gil y Zárate représenté dans La Réunion des poètes d'Antonio María Esquivel (1846).

## Biographie
Fils du chanteur Bernardo Gil et de l'actrice Antonia Zárate, et oncle d'un autre célèbre dramaturge, Manuel Tamayo y Baus, il fut élevé en France à Paris, où il a ensuite étudié les sciences physiques et exactes. Après son retour dans son pays, il a vécu à Madrid, occupant plusieurs emplois dans l'administration. En 1823, il fut interné à Cadix comme suspect de libéralisme avec le retour de l'absolutisme de Ferdinand VII qui l'a empêché de développer sa carrière politique. Il a consacré ses loisirs à la composition de pièces dont plusieurs ont obtenu un grand succès mais certaines de ses tragédies ont été interdites par la censure ecclésiastique et lui-même a souffert des persécutions et de l'exil. Rappelé à Madrid en 1826, il est nommé professeur de langue et de littérature française au consulat, puis au lycée de Madrid. À partir de 1835, il est directeur général de l'Instruction Publique et conseiller d'État. Après 1850, il devient chef de la division de l'instruction publique au ministère de l'intérieur. Il crée, avec Pablo Montesino, l'École Normale Centrale d'Enseignants de Madrid en 1839. Il intervient dans l'organisation de l'enseignement secondaire et influence les directives de la première loi espagnole sur l'éducation (loi Moyano) de 1857 ; il a aussi incité à la création du Corps d'Inspecteurs de l'Enseignement Primaire en 1859. En 1841, il devient membre de l'Académie de la Langue espagnole et de l'Académie des Beaux Arts.
On a de lui un grand nombre de comédies et de tragédies, mais il a surtout excellé dans le dernier genre : ses meilleures pièces sont Pedro de Portugal, Blanche de Bourbon, Guzmán le Brave et le célèbre drame de Charles II. Pratiquant un théâtre néoclassique dans le goût français avec Rodrigue, dernier roi des Goths et Blanche de Bourbon (1835), il s'est mis, après la révolution romantique, à cultiver le drame historique avec, entre autres œuvres, Don Álvaro de Luna (1840), Masanielo (1841), Un monarca y su privado (1841), Guzmán le Brave (1842), Guillaume Tell (1843), Le grand Capitaine (1843), La famille de Falkland (1843), Cecilia la cieguecita (1843) et le célèbre  Charles II (1837), qui a suscité un scandale jamais égalé en son temps en raison de son anticléricalisme et de son opposition à l'Espagne traditionnelle. On lui doit aussi un bon Manuel de littérature et une Histoire de l’instruction publique en Espagne.
Définissant sa formule dramatique en théâtre ancien et moderne en 1841, il a postulé un théâtre éclectique combinant trois traditions : la comédie espagnole du Siècle d'Or, le drame classique et le drame romantique, qui harmoniserait « la poésie brillante de la première, la régularité et le bon goût de la deuxième avec le mouvement et la passion de la dernière ». Antonio Gil y Zárate est aujourd’hui considéré comme un dramaturge complexe et injustement négligé.

## Œuvres
- De la instrucción pública en España (1855, 3 tomes, première histoire de l'éducation en Espagne). Edición facsímil íntegra, Ed. Pentalfa, Oviedo, 1995.
- Manual de literatura (1844, très réédité et augmenté depuis)
- Obras dramáticas, édition précédée des nouvelles biographiques et préparée par Eugenio d'Ochoa, Paris : Baudry, 1850.

## Source partielle
- Marie-Nicolas Bouillet  et Alexis Chassang (dir.), « Antonio Gil y Zárate » dans Dictionnaire universel d’histoire et de géographie, 1878 (lire sur Wikisource)